# Дворец Саманидов на Афрасиабе
Дворец Саманидов на Афрасиабе — остатки дворца IX века, в средневековом Самарканде (Афрасиабе), которые окончательно были уничтожены варварскими раскопками в начале XX века. Возможно, что это здание с «прекрасно» украшенными помещениями была резиденцией Саманидов до переноса их столицы в Бухару, хотя прямых доказательств этому нет.
Он был обнаружен случайно, в 1911 году местным искателем кладов, которого Л. И. Ремпель вежливо именует «раскопщиком». Потом дворец раскрывался разными людьми в разное время — в 1912, 1913, 1919, 1925, 1926—1927, 1928—1930 годах и позже. Раскопки велись неорганизованно, полевые дневники не велись или терялись, отчёты не публиковались, архитектурные обмеры ограничивались примитивными схемами в записной книжке. Хаотичные раскопки породили путаницу, множество неразрешимых вопросов, и погубили, сделали недоступными для научного исследования остатка дворца, вскрытые и снова — на этот раз окончательно — погибшие. Остаётся неясным, когда и кто раскапывал дворец, сколько помещений было открыто, каковы были их размеры и взаиморасположение.
Единственное помещение дворца, о котором имеются некоторые сведения, это был зал, тот самый, что был открыт в 1911 году. Он был украшен «прекрасными» панелями из резного ганча, хранящимися в музее Самарканда. Зал не был похож на помещение представительного, репрезентантного назначения. Предположительно, это была обширная и богато украшенная «мехмонхона» — комната для приёма гостей, традиционная в народной архитектуре с древнейших времён и в этом качестве дожившая до наших дней. По словам С. Г. Хмельницкого, таких или подобных гостиных во дворце Саманидов могло быть несколько.